# UEFA–CONMEBOL Club Challenge
De UEFA-CONMEBOL Club Challenge (Spaans: UEFA-CONMEBOL Desafío de Clubes, Portugees: UEFA-CONMEBOL Desafio de Clubes) is een voetbalwedstrijd, georganiseerd door de CONMEBOL en UEFA. De wedstrijd wordt betwist door de winnaars van respectievelijk de UEFA Europa League en CONMEBOL Sudamericana. Het wordt georganiseerd als een jaarlijkse eenmalige wedstrijd en is een equivalent van de voormalige Supercopa Euroamericana, waarin de Zuid-Amerikaanse en Europese winnaars van de op een na hoogste competities speelden. De competitie werd gelanceerd in 2023 als onderdeel van een hernieuwde samenwerking tussen CONMEBOL en UEFA. De eerste editie werd 19 juli 2023 gespeeld tussen UEFA Europa League-winnaar Sevilla en CONMEBOL Sudamericana-winnaar Independiente del Valle. Deze inaugurele editie heette "Antonio Puerta XII" ter ere van de voormalige speler van Sevilla, die in 2007 op 22-jarige leeftijd stierf aan een hartstilstand.

## Geschiedenis
Op 12 februari 2020 ondertekenden de UEFA en CONMEBOL een hernieuwd memorandum van overeenstemming dat bedoeld is om de samenwerking tussen de twee organisaties te versterken. Als onderdeel van de overeenkomst onderzocht een gezamenlijke UEFA–CONMEBOL-commissie de mogelijkheid om Europees–Zuid-Amerikaanse intercontinentale wedstrijden te organiseren, zowel voor heren- als damesvoetbal en voor verschillende leeftijdsgroepen. Op 15 december 2021 ondertekenden UEFA en CONMEBOL opnieuw een hernieuwd memorandum van overeenstemming dat loopt tot 2028, waarin specifieke bepalingen waren opgenomen over het openen van een gezamenlijk kantoor in Londen en de mogelijke organisatie van verschillende voetbalevenementen.

## Resultaten

### Lijst van gespeelde UEFA-CONMEBOL Club Challenge-edities
| Jaar | Winnaar | Uitslag        | Runner-up               | Locatie                                | Toeschouwers |
| ---- | ------- | -------------- | ----------------------- | -------------------------------------- | ------------ |
| 2023 | Sevilla | 1–1 (4–1 n.s.) | Independiente del Valle | Estadio Ramón Sánchez Pizjuán, Sevilla | 19.407       |

### Onderling resultaat UEFA/CONMEBOL
| Confederatie | Winnaar | Runner-up |
| ------------ | ------- | --------- |
| UEFA         | 1       | 0         |
| CONMEBOL     | 0       | 1         |